# Leo P
Leo P es una galaxia enana en la constelación de Leo, a aproximadamente 5 o 6 millones de años luz de la Tierra, descubierta en 2013.
Pese a no aportar mayor información astronómica, posee grandes reservas de gas y una formación estelar actual consideradas inusuales para una galaxia enana. La primera palabra de su nombre se debe a la constelación a la cual pertenece, mientras que la letra «P» significa «virgen».